# Olivier Bleys
 (juin 2021).
Œuvres principales
- Pastel (2000)
- Discours d'un arbre sur la fragilité des hommes (2015)
- Le Maître de Café (2013)
- Concerto pour la main morte (2013)

Olivier Bleys, né le 2 mai 1970 à Lyon est un écrivain français.

## Biographie

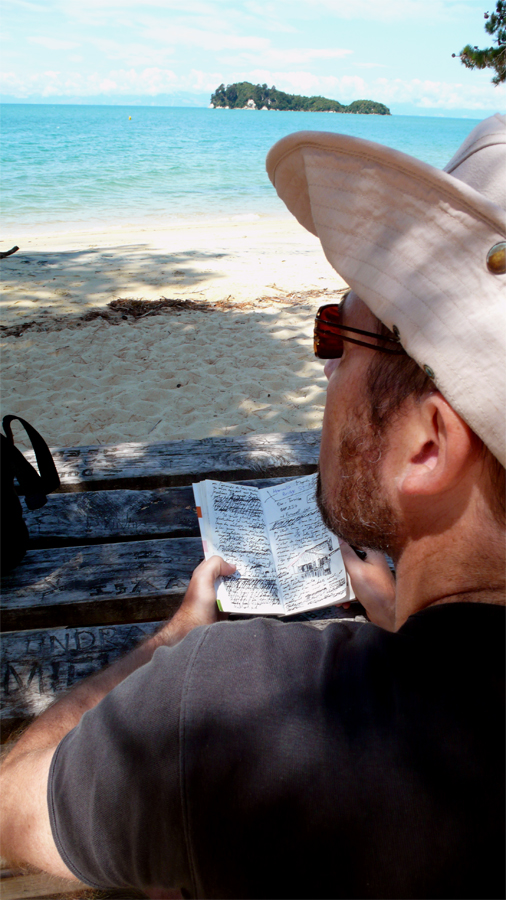

Olivier Bleys a publié des romans, essais, récits de voyage, bandes dessinées, roman graphique, récit d'anticipation, surtout chez Gallimard et chez Albin Michel. Ses écrits sont traduits en onze langues, et lui ont valu seize prix littéraires, dont le Grand Prix du Roman de la Société des Gens de Lettres.
Membre de la Société des Explorateurs français, Olivier Bleys a traversé l'Europe à pied, par étapes, de juillet 2010 à juillet 2019. Initialement prévu pour faire le tour du monde, cette longue marche a été suspendue à cause de la crise sanitaire puis de l'invasion de l'Ukraine. Olivier Bleys pratique aussi la micro-aventure en zone urbaine et péri-urbaine.
Il est nommé chevalier des Arts et des Lettres en juillet 2014 , et promu officier des Arts et des Lettres en 2021.

## Publications

### Romans
- L'Île, Jacques Grancher, 1993.
- Le Prince de la fourchette, Arléa, 1995.
- Pastel, Gallimard, 2000.
  - Prix François-Mauriac de l'Académie française[7]
  - Prix Georges Rinck
  - Grand Prix de l'Académie des Arts et des Sciences du Pastel
  - Sélection Prix des libraires
- Le Fantôme de la tour Eiffel, Gallimard, 2002.
  - Prix du livre d'histoire (Blois)
  - Sélection le Livre élu
- Le Jardinier d'Assise, Desclée de Brouwer, 2005.
- Semper Augustus, Gallimard, 2007.
  - Prix griffe noire du meilleur roman historique 2008
- Le Colonel désaccordé, Gallimard, 2009.
  - Prix littéraire de la ville de Balma
  - Sélection Prix Relay du roman d'évasion
- Canisse, Gallimard, 2010.
- Le Maître de café, Albin Michel, 2013
  - Grand prix de littérature de la SGDL
  - Prix Albert Bichot
  - Prix Café Spirit'2013
  - Prix du roman de la gourmandise (communauté de communes Hardouinais-Mené)
  - sélection Prix Orange
  - Sélection Prix Epicure
  - Sélection Prix Ouest-France - Etonnants voyageurs
  - Sélection Prix de la fondation Charles Oulmont
- Concerto pour la main morte, Albin Michel, 2013
  - Prix de l'Union Interalliée
  - Prix spécial de la Nouvelle-République
  - Sélection Prix Interallié
  - Sélection Prix des lecteurs de la ville de Deauville
- Haut vol, Gallimard, 2014
- Discours d'un arbre sur la fragilité des hommes, Albin Michel, 2015
  - Prix AMIC de l'Académie française
  - Finaliste du Prix Goncourt des lycéens[8]
  - 1ère sélection du Prix Goncourt[9]
- Nous, les vivants, Albin Michel, 2018
  - Sélection Prix Landerneau des lecteurs[10]
- Mon nom était écrit sur l'eau, Denoël, 2020
- Antarctique, Gallimard, 2022
  - Finaliste du Prix Roger-Nimier[11]

### Récits, divers
- Madagascar : premiers pas au pays d'argile, Fer de Chances, 1999.
- Le Voyage, Desclée de Brouwer, 2002.
- L'Épître à Loti, L'Escampette, 2003.
- L'Enfance de croire, Gallimard, 2004.
- Jules Verne, Nouveau Monde, 2004.
- Les Friches heureuses : du jardinage en utopie, Centre Régional du Livre de Franche-Comté, 2004.
- À l'heure !, Virgile, 2005.
- Le Plafond de verre, Desclée de Brouwer, 2009.
- Voyage en francophonie : une langue autour du monde, Autrement, 2010.
- L’Art de la marche, Albin Michel, 2016
- Manifeste de la marche, Elytis, 2016
- Les Aventures de poche, Hugo & Cie, 2018
- La Leçon du brin d'herbe, La Salamandre, 2020
- La marche aux étoiles, Actes Sud, collection "Mondes Sauvages", 2025

### Bandes dessinées, romans graphiques, albums jeunesse, livres d'artistes
- Pilori, Elytis, 2010 ; avec le peintre Benjamin Bozonnet
- Chambres noires ; tome I : Esprit, es-tu là ? , Vents d'Ouest, 2010 ; avec le dessinateur Yomgui Dumont
  - Sélection jeunesse festival d'Angoulême 2011
  - Sélection BDGest'Arts 2010, catégorie premier album
- Chambres noires ; tome II : Chasse à l'âme, Vents d'Ouest, 2011 ; avec le dessinateur Yomgui Dumont
- Chambres noires ; tome III : Requiem en sous-sol, Vents d'Ouest, 2012 ; avec le dessinateur Yomgui Dumont
- Plus haut que les nuages ! , Le buveur d'encre, 2014 ; avec le dessinateur Arnaud Cremet
- Goya, Collection Les Grands Peintres, Glénat, 2015 ; avec le peintre Benjamin Bozonnet
- Toulouse-Lautrec, Collection Les Grands Peintres, Glénat, 2015 ; avec le dessinateur Yomgui Dumont
- Le Maître des tapis, Delcourt, 2016 ; avec le dessinateur Alexis Nesme
- Maison pour un ambulant, Méroé, 2017 ; avec le peintre Benjamin Bozonnet

### Décorations
- 2014 : Nomination au grade de Chevalier dans l'ordre des Arts et des Lettres[5]
- 2021 :  Officier de l'ordre des Arts et des Lettres[6]

## Filmographie

### Réalisateur et scénariste

#### Documentaire
- 2025 : La marche aux étoiles (The Starry Walk)